# Relation aller Fürnemmen und gedenckwürdigen Historien
Relation aller Fürnemmen und  gedenckwürdigen Historien fue un periódico publicado en Estrasburgo desde 1605. Es uno de los periódicos más antiguos del mundo y el primero en el sentido moderno de la palabra. Su editor fue Johann Carolus. 
La Asociación Mundial de Periódicos, fundada en 1948, reconoce oficialmente a Relation aller Fuernemmen und gedenckwuerdigen Historien como el periódico más antiguo del mundo.

## Reconocimiento como primer periódico
En 2005, la Asociación Mundial de Periódicos aceptó evidencias que comprobaban que el panfleto de Johann Carolus fue impreso desde 1605, y no 1609 como se pensaba hasta entonces. Una petición de Carolus descubierta en el Archivo Municipal de Estrasburgo durante la década de 1980 es considerada como el certificado de nacimiento del periódico.
Poco después Relation fue sucedido por otros periódicos, entre ellos el Avisa Relation oder Zeitung. H. D. Fischer considera que, si un periódico es definido por los criterios funcionales de publicidad, serialidad, periodicidad y actualidad, entonces Relation es el primer periódico europeo. Sin embargo, considerando un criterio de formato, el historiador Stanley Morison era de la idea de que Relation debería clasificarse como libro de noticias, ya que aún empleaba el formato de libro y la mayoría de las convenciones de un libro: impreso en tamaño quarto y el texto distribuido en una única columna. De acuerdo a la definición de Morison, el primer periódico del mundo debería ser el danés Courante uyt Italien, Duytslandt, &c. de 1618.